# Chavocythere
Chavocythere is een geslacht van kreeftachtigen uit de klasse van de Ostracoda (mosselkreeftjes).

## Soorten
- Chavocythere australiae McKenzie, Reyment & Reyment, 1990
- Chavocythere lauta (Brady, 1880) Yassini, Jones & Jones, 1993